# Phytoecia coeruleipennis
Phytoecia coeruleipennis là một loài bọ cánh cứng trong họ Cerambycidae.